# Alta tensione (film 2003)
Alta tensione (Haute tension) è un film del 2003 diretto da Alexandre Aja.
Come lo stesso regista ha asserito, la pellicola è un omaggio agli slasher e agli splatter anni settanta. In seguito, però, ha anche dovuto riconoscere di aver fortemente attinto all'opera Intensity di Dean Koontz.

## Trama
(Marie)
Marie ed Aléx sono due ragazze. Aléx ha già conseguito la laurea, mentre Marie non ha ancora dato tutte le materie. Per concentrarsi di più sullo studio, Aléx invita Marie ad andare a studiare nella casa di campagna dove vive il resto della sua famiglia. Durante il viaggio in auto, Marie ha uno strano sogno, in cui lei è inseguita da una misteriosa figura, che si rivela essere lei stessa.
Intanto un misterioso uomo a bordo di un furgone Citroën Type HY, dopo aver praticato sesso orale con la testa decapitata di una ragazza, getta la testa nei campi.
Mentre si avviano verso la casa nei campi, Aléx fa uno scherzo a Marie, fingendo che sia stata rapita da qualcuno, facendole notare quanto si spaventa. Dunque le due prendono un discorso riguardante gli uomini ed Aléx fa notare a Marie quanto poco lei sia aperta nei loro confronti. Marie riconduce ciò allo choc avuto recentemente con il suo ragazzo.
Finalmente le due studentesse giungono al casale di Aléx, dove le attendono il piccolo Tom, il padre e la madre della ragazza. Dopo cena, Aléx va a farsi una doccia e Marie va a fumare una sigaretta. Mentre sta fumando, la ragazza vede Aléx nuda. Va in camera sua e si masturba ma soprassale quando qualcuno suona il campanello del casale. Il padre va a controllare, ma viene brutalmente ucciso dal misterioso assassino, che prima gli lacera il viso con un rasoio, poi gli blocca la testa tra le assi di una scala e dunque la taglia usando come arma un vecchio mobile.
Marie capisce dalle urla che qualcosa non va e cerca di chiamare la polizia, ma invano perché il telefono della sua camera non è collegato alla rete telefonica. Si nasconde allora con successo, tanto che l'assassino non si rende conto della sua presenza. Riesce ad uscire dalla sua camera e si rifugia nella stanza dei genitori della sua amica. Qui assiste ad un altro brutale omicidio: l'assassino prima sgozza la madre e poi le taglia una mano, lasciandola in un lago di sangue.
Ucciso anche il piccolo Tom a colpi di fucile, l'assassino entra in casa e prende dal caminetto una foto raffigurante Aléx, l'ultima delle sue vittime, che è stata rapita e chiusa nel suo furgone. Nel lasso di tempo, Marie si arma con un coltello e raggiunge Aléx, cercando di liberarla: suo malgrado viene chiusa nel furgone dall'assassino, che non si accorge della sua presenza.
Durante il viaggio, l'assassino si ferma a fare rifornimento in una pompa di benzina. Marie approfitta dell'attimo di distrazione e corre ad avvertite Jimmy, il gestore. Jimmy si accorge troppo tardi dell'assassino e viene ucciso con un colpo di accetta, che viene poi sadicamente conficcato nel suo petto con furore.
L'assassino capisce che qualcosa non va e che Jimmy doveva essersi reso conto di lui a causa di una terza persona, nascosta ancora dentro la stazione di rifornimento. Marie si nasconde nei bagni e riesce a non farsi scoprire dall'assassino.
Esce dunque allo scoperto, avverte la polizia, che tarda a capire che cosa sta succedendo, visto anche che la ragazza non le dà particolari informazioni sui luoghi del delitto. Dopodiché, salita a bordo di una Ford Granada coupé, Marie si lancia all'inseguimento dell'assassino, che tuttavia riesce a liberarsi della ragazza facendola uscire di strada.
Sul luogo del delitto intanto sopraggiunge la polizia che, controllate le registrazioni su nastro, scopre che l'assassino è la ragazza che ha effettuato la chiamata, Marie.
La ragazza riesce a uccidere l'assassino e dunque si precipita a liberare Aléx, che però rimane sconvolta alla sua vista e cerca di fuggire, spaventata. Marie non si riesce a spiegare la reazione di Aléx, che la accusa di aver ucciso la sua famiglia. Marie soffre dunque di disturbo dissociativo dell'identità e sta tentando di eliminare tutti quelli che potrebbero ostacolare la sua relazione con l'amica.
Dopo aver ucciso un uomo che aveva soccorso Aléx, Marie viene avvicinata amorosamente da Aléx, che in realtà aspetta il momento propizio per ucciderla. Dopo una breve colluttazione la infilza ad una spalla con una barra di ferro e scappa. Mesi dopo, Marie è ricoverata in manicomio, ancora ferita e sfregiata. Aléx le va a far visita e la guarda tramite un vetro antiriflesso: sembra però che Marie ne avverta la presenza.

## Colonna sonora
La colonna sonora del film è stata composta da François Eudes, ma contiene tuttavia anche brani di musica italiana e rock inglese.
1. New Born (Muse)
2. Sarà perché ti amo (Ricchi e Poveri)
3. Runaway Girl (U. Roy)
4. A toutes les filles (Félix Gray)
5. A2 (François Eudes)
6. I Believe (Scott Nickoley)
7. Pillow Talk (Arch Bacon)

## Collegamenti ad altre pellicole
- Nel film Grindhouse - A prova di morte, Stuntman Mike (Kurt Russell) attacca al parasole le foto delle ragazze che intende uccidere, proprio come l'assassino (Philippe Nahon) in Alta tensione.
- La trama del film, escludendo il finale a sorpresa, ricopia molto fedelmente, quasi al limite del plagio, la prima metà di Intensity di Dean Koontz, arricchendo gli avvenimenti con molte scene di sangue e sesso, del tutto assenti nell'opera originale. Quando Koontz è stato avvertito della cosa, invece di fare causa ha preferito disinteressarsene, dato che considerava il film "Talmente pessimo da voler evitare che il suo nome vi venisse associato in qualsiasi modo".[3]

## Produzione
Secondo la sceneggiatura originale del film, solo alla fine - quando Marie è ricoverata in manicomio - si doveva scoprire che era lei l'assassino. Alexandre Aja presentò a Luc Besson la sceneggiatura così scritta, ma questi gli suggerì di mostrare al pubblico che Marie era l'assassina prima della fine, quando i poliziotti vanno a controllare la stazione di rifornimento.

## Slogan promozionali
- «Hearts will bleed»
«I cuori sanguineranno»;
- «Una casa... una mano... un rasoio... i cuori sanguineranno»
- «Più spettacolare di "Seven". Più terrificante de "Il silenzio degli innocenti". Paragonabile solo a "Saw l'enigmista"».

## Riconoscimenti
- Sitges - Festival internazionale del cinema fantastico della Catalogna 2003: miglior regista, miglior attrice (Cécile De France), miglior trucco, Méliès d'argento